# Абдигазиулы, Балтабай
Абдигазиулы Балтабай (30.08.1952) — казахский учёный, шакаримовед, педагог, доктор филологических наук, профессор, Академик Международной академии наук педагогического образования, «Почетный работник образования» Республики Казахстан.

## Биография
Родился 30 августа 1952 года в Жанааркинском районе Карагандинской области. В 1974 году окончил филологический факультет Казахского национального университета имени Аль-Фараби по специальности «казахский язык и литература». С 1974 по 1978 год работал в Институте литературы и искусства им. М. О. Ауэзова Академии наук, с 1978 по 1987 год работал в сфере СМИ (газеты «Ленинская Молодежь», «Социалистический Казахстан», журнал «Жалын»). С 1987 г. работает в Казахском национальном педагогическом университете им. Абая: 1987—1990 гг. Аспирант, 1990—1993 гг. Преподаватель, 1993—1997 гг. Декан факультета казахской филологии, 1997—2008 гг. Заведующий кафедрой казахской литературы. С июля 2008 года работает деканом филологического факультета Казахского национального педагогического университета имени Абая. В 1990 году защитил кандидатскую диссертацию на тему «Традиция Абая и поэзия Шакарима», в 2001 году защитил докторскую диссертацию на тему «Традиционные и художественные основы творчества Шакарима». В 2001 году присвоено звание профессора.

## Научная деятельность
Автор 5 монографий, 14 учебников, 5 учебных пособий, 3 методических рекомендаций, 4 типовых программ, более 200 научных статей.
Основная тема исследования Б. Абдигазиулы — творческое наследие выдающегося казахского поэта, философа Шакарима Кудайбердиева.

## Награды и звания
1. Кандидат филологических наук (1991)
2. Доктор филологических наук(2001)
3. Профессор(2001)
4. Академик Международной академии наук педагогического образования (2009)
5. Академик Международной академии Чингиза Айтматова
6. «Лучший преподаватель вуза РК» (2006)
7. «Почетный работник образования» (2009)
8. Орден  "Құрмет"